# Phaciocephalus onoi
Phaciocephalus onoi är en insektsart som beskrevs av Metcalf 1954. Phaciocephalus onoi ingår i släktet Phaciocephalus och familjen Derbidae. Inga underarter finns listade i Catalogue of Life.